# Muscaphis cuspidata
Muscaphis cuspidata är en insektsart. Muscaphis cuspidata ingår i släktet Muscaphis och familjen långrörsbladlöss. Inga underarter finns listade i Catalogue of Life.